# Николица
Николица или Никулица (на албански: Nikolicë или Nikolica; на гръцки: Νικολίτσα) е село Югоизточна Албания, област Корча, община Девол.

## География
Разположено на 15 километра южно от град Корча високо в северните склонове на планината Грамос, край река Девол. Селото е един от традиционните центрове на грамоските власи.

## История
През XVI и XVII век селището е един от важните армънски търговски градове. Той е металургичен център. В края на XVIII век Никулица е разорен от бандите Али паша Янински.
На Етнографската карта на Битолския вилает на Картографския институт в София от 1901 година Николица е чисто албанско мюсюлманско село в Корчанската каза на Корчанския санджак с 25 къщи.
До 2015 година селото е част от община Божи град (Мирас).